# Alelimma apicalis
Alelimma apicalis är en fjärilsart som beskrevs av George Francis Hampson 1895. Alelimma apicalis ingår i släktet Alelimma och familjen nattflyn. Inga underarter finns listade i Catalogue of Life.